# هاینریش اوستر
هاینریش اوستر (آلمانی: Heinrich Oster؛ ۹ مهٔ ۱۸۷۸ – ۲۹ اکتبر ۱۹۵۴) یک شیمی‌دان اهل آلمان بود.